# Szczury z supermarketu
Szczury z supermarketu (ang. Mallrats) – komedia z 1995 napisana i wyreżyserowana przez Kevina Smitha.

## Obsada
- Shannen Doherty jako Rene Mosier
- Jeremy London jako T.S. Quint
- Jason Lee jako Brodie Bruce
- Claire Forlani jako Brandi Svenning
- Jason Mewes jako Jay
- Kevin Smith jako Cichy Bob
- Ben Affleck jako Shannon Hamilton
- Joey Lauren Adams jako Gwen Turner
- Renee Humphrey jako Tricia Jones
- Michael Rooker jako Jared Svenning
- Ethan Suplee jako Willam Black
- Sven-Ole Thorsen jako La Fours
- Scott Mosier jako Roddy
- Priscilla Barnes jako Miss Ivannah
- Walt Flanagan jako Walt „Fanboy” Grover
- Bryan Johnson jako Steve-Dave Pulasti
- Stan Lee jako On Sam
- Brian O’Halloran jako Gil Hicks
- Mitchell Evans jako On Sam
- Thomas 'Longball' Dahl jako Rabbit Hitter
- Aaron Mohr jako dzieciak
- Tyler Purdon jako nieznany kandydat
- Ethan Flower jako Doug Paging
- Ed Hapstak jako Rob Feature
- Art James jako Bob Summers